# Pete Maravich
Pete Maravich dit Pistol Pete (né le 22 juin 1947 à Aliquippa, Pennsylvanie – mort le 5 janvier 1988) était un joueur de basket-ball américain d'origine serbe.
Membre du Hall of Fame de la NBA, « Pistol Pete » Maravich était un joueur spectaculaire qui contribua grandement à la renommée de son sport au cours des années 1970. Après une carrière universitaire phénoménale à Louisiana State, il a passé dix ans en NBA, participant à cinq NBA All-Star Game et glanant un trophée de meilleur marqueur de la ligue.
Maravich n'a pas inventé le dribble dans le dos ou la passe aveugle entre les jambes mais sa façon de se déplacer, ses shoots audacieux et ses passes incroyables ont longtemps paru trop peu académiques pour son époque. Il cultivait une image de joueur inventif qui lui a valu de nombreuses critiques quant à ses réels talents de joueur de basket. Il ne faut néanmoins pas oublier que Pete Maravich a marqué de son empreinte le basket moderne en établissant le record de points marqués dans le championnat universitaire NCAA et en étant le leader incontesté des Hawks d'Atlanta et du Jazz de la Nouvelle-Orléans (devenu le Jazz de l'Utah).

## Biographie
Pete Maravich est né en 1947 d'un père d'origine serbe, Press Maravitch, basketteur professionnel, qui fut son entraîneur au lycée puis plus tard à l'université de Louisiana State (LSU Tigers), la même où ira plus tard une future autre star de la NBA Shaquille O'Neal. Dès son jeune âge il montre des prédispositions pour le sport. Fanatique du basketball, on dit qu'il dribblait même le matin quand il allait à l'école sur son vélo. Après une carrière impressionnante au secondaire, il rejoint l'Université de Louisiana State. À cette époque, le règlement NCAA interdit aux joueurs de première année d'évoluer en équipe première. Pete grossit donc les rangs de l'équipe B pendant une saison 1966-1967 durant laquelle il tourne à la moyenne de 43,6 points par match. Dès l'année suivante il intègre l'élite de l'université et commence ce qui deviendra la carrière la plus prolifique de l'histoire de la NCAA. Sur les trois années, il obtient des moyennes respectives de 43.8, 44.2 et 44.5 points par match, le propulsant à chaque fois au premier rang du pays. Pendant sa dernière année, il marque 31 fois 50 points ou plus avec des pointes à 63 points contre Kentucky, obtenant facilement le titre de meilleur joueur universitaire de l'année 1970.
Maravich détient en fait pratiquement tous les records de points de la NCAA. Cela inclut notamment le nombre total de points en carrière (3667), la plus grande moyenne en carrière (44,2 points par match), le plus grand nombre de paniers marqués (1387)... C'est d'autant plus remarquable que le panier à 3 points n'a été introduit dans le championnat universitaire que vingt ans plus tard. En tant que joueur universitaire, Maravich était inégalable mais des critiques quant à sa capacité à devenir un bon professionnel commencèrent à fuser. Bien que reconnu comme un grand marqueur, les observateurs doutaient de son instinct de leader. En effet, le bilan de l'équipe de LSU resta relativement moyen avec 49 victoires pour 35 défaites.
Les Hawks d'Atlanta l'acquièrent en troisième position de la draft 1970 derrière Bob Lanier et Rudy Tomjanovich. Son arrivée froisse ses nouveaux coéquipiers qui ont du mal à accepter le pont d'or fait à un si jeune joueur (1,9 million de dollars de l'époque). Maravich est recruté pour remplacer Joe Caldwell parti évoluer dans la American Basketball Association (ABA). À cette époque l'équipe All Black des Hawks est déjà très solide, bâtie autour de Lou Hudson, Walt Bellamy — une star de la Dream Team de 1960 — et Bill Bridges.
Lors de sa première saison, Pistol Pete va frapper les esprits avec une moyenne de 23,2 points par match, ce qui fait de lui le 9e meilleur artilleur de la ligue, et lui vaut une place dans le NBA All-Rookie Team (l'équipe des meilleurs débutants). Néanmoins, le bilan de l'équipe est en baisse par rapport à la saison précédente. Cette première campagne pour les Hawks sera à l'image de l'ensemble de celles que Maravich y fera, c’est-à-dire placée sous le signe du show mais moyenne du point de vue des résultats.
En 1972-1973, Maravich conduit les Hawks à un bilan de 46 victoires pour 36 défaites. Il est invité pour la première fois au All Star Game. Il forme alors avec Lou Hudson un formidable duo, compilant à eux deux plus de 50 points par match malgré des styles diamétralement opposés. Pete termine également 6e meilleur passeur de la NBA avec une moyenne de 6,9 passes par match (sa meilleure performance en carrière). Malgré cela, l'équipe est encore rapidement éliminée de la course au titre.
La dernière saison de Maravich avec les Hawks fut la plus prolifique. Avec 27,7 points par match en 1973-1974, il se place 2e de la ligue derrière Bob McAdoo. Maravich est de nouveau invité au All-Star Game alors que les résultats des Hawks sont en chute libre. Pendant ce temps, le Jazz de la Nouvelle-Orléans prépare son entrée en NBA pour la saison 1974-1975. À la recherche d'un leader, le staff pense logiquement à la légende de Louisiana State. Le Jazz récupère Pete Maravich contre deux joueurs plus deux futurs choix de draft.
Après quatre saisons remarquables sous le maillot d'Atlanta, Pistol Pete déçoit à la Nouvelle-Orléans. S'il s'améliore aux rebonds et aux interceptions, il marque beaucoup moins. Avec seulement 23 victoires au compteur, l'équipe présente le pire bilan de la ligue.
Il faudra attendre les années suivantes pour que Maravich réponde enfin aux attentes placées en lui. Son jeu reste spectaculaire mais s'enrichit d'un caractère efficace jusque-là accessoire. Le Jazz acquiert d'autres joueurs de bon niveau afin de constituer enfin une équipe solide. En 1975-1976, Maravich se blesse mais joue quand même 62 matches pour signer le 3e meilleur total de points de la ligue derrière McAdoo et Kareem Abdul-Jabbar. Le Jazz présente un bilan de 38-44 qui laisse augurer de bonnes choses. Maravich est d'ailleurs élu dans le All-NBA First Team (équipe type de la ligue).
La saison suivante est la meilleure de Maravich en NBA. Il joue 73 matches au cours desquels il tourne à 31,1 points de moyenne, faisant de lui le meilleur marqueur de la ligue. Il marque 40 points ou plus 13 fois dans l'année et établit son record en carrière avec 68 points contre les Knicks de New York. Ses performances lui valent une nouvelle sélection au All-Star Game 1977 et l'honneur du All-NBA First Team pour la deuxième année consécutive. Cela n'empêche pas ses détracteurs de continuer à critiquer l'aspect égoïste de ses performances. En 1977-1978, Maravich manque 32 matches et le Jazz rate les playoffs pour deux victoires. Il est à nouveau présent au All-Star Game, tout comme en 1978-1979 malgré un problème aux genoux.
L'intérêt de la Nouvelle-Orléans pour son équipe de basket déclinant, la franchise déménage à Salt Lake City dans l'Utah. Cela marque le début d'une nouvelle ère pour le club et la fin pour Maravich. Encore blessé, il est supplanté par Adrian Dantley en tant que meilleur marqueur de l'équipe. En janvier 1980, Pistol Pete est débarqué par le Jazz et signe en tant qu'agent libre aux Celtics de Boston, alors meilleure franchise de la ligue dans le sillage du rookie Larry Bird. Ce qui peut sembler un drôle de pari de la part des Celtics, permet à Maravich de montrer qu'il peut se contenter d'un second rôle. Il ne marque que 11,5 points par match en saison régulière et six de moyenne lors des playoffs au cours desquels Boston atteint la finale de conférence. Maravich avait toujours été connu pour son excellent tir à longue distance mais n'avait jamais pu bénéficier du panier à 3 points. En 1979-1980, la NBA adopte ce système de tir primé. Lors de sa dernière saison Pete marquera 10 paniers sur 15 tentatives, laissant augurer de ce qu'aurait été son total de points en carrière s'il avait toujours connu le panier à 3 points.
À la fin de la saison, Pete se rend à l'évidence : son corps ne lui permet plus de jouer au haut niveau. Il met alors fin à une carrière longue de dix ans au cours de laquelle il tourna à plus de 24 points par match. Son maillot sera retiré par le Jazz en 1985. Deux ans plus tard il entre au Basketball Hall of Fame et est désigné en 1996 comme un des 50 plus grands joueurs de l'histoire de la NBA.

En 1974, après seulement 4 ans avec les Hawks, Pete est déçu de l'attitude de ses fans. Cette même année, il prédit alors sa mort lorsqu'il dit dans une interview :
"Je ne veux pas jouer 10 ans en NBA puis mourir d’une crise cardiaque à 40 ans"
Pete Maravich décède ainsi le 5 janvier 1988 à 40 ans d'une attaque cardiaque à la suite d'un match entre amis après n'avoir joué que 10 ans en NBA.

## Clubs successifs
- 1970 - 1974 : Hawks d'Atlanta.
- 1974 - 1980 : Jazz de La Nouvelle-Orléans.
- 1980 : Celtics de Boston.

Statistiques en carrière : 24,2 points / 5,4 passes / 4,2 rebonds pour 658 matchs.

## Palmarès
- All-NBA First Team en 1976 et 1977.
- All-NBA Second Team en 1973 et 1978.
- NBA All-Rookie First Team en 1971.
- 5 sélections au NBA All-Star Game en 1973, 1974, 1977, 1978 et 1979.
- Meilleur marqueur NBA en 1977 : 2273 points (31,1).
- Élu au Basketball Hall of Fame en 1987.
- Sélectionné parmi les cinquante plus grands joueurs de l'histoire en 1996.
- Son maillot, le no 7 a été retiré par le Jazz de La Nouvelle-Orléans et par les Hornets de La Nouvelle-Orléans à l'occasion du premier match des Hornets à La Nouvelle-Orléans en honneur à sa contribution à l'université de Lousiana State et au Jazz quand il évoluait à La Nouvelle-Orléans.
- Son maillot n° 44 a été retiré par les Hawks d'Atlanta le 3 mars 2017.

## Statistiques
gras = ses meilleures performances

### Universitaires
Statistiques en université de Pete Maravich
| Saison    | Équipe   | Matchs | Titul. | Min./m | % Tir | % 3pts | % LF | Rbds/m. | Pass/m. | Int/m. | Ctr/m. | Pts/m. |
| --------- | -------- | ------ | ------ | ------ | ----- | ------ | ---- | ------- | ------- | ------ | ------ | ------ |
| 1967-1968 | LSU      | 26     | —      | —      | 42,3  | —      | 81,1 | 7,5     | 4,0     | —      | —      | 43,8   |
| 1968-1969 | LSU      | 26     | —      | —      | 44,4  | —      | 74,6 | 6,5     | 4,9     | —      | —      | 44,2   |
| 1969-1970 | LSU      | 31     | —      | —      | 44,7  | —      | 77,3 | 5,3     | 6,2     | —      | —      | 44,5   |
| Carrière  | Carrière | 83     | —      | —      | 43,8  | —      | 77,5 | 6,4     | 5,1     | —      | —      | 44,2   |

### Professionnelles

#### Saison régulière
Légende :
| Meilleur joueur de cette catégorie statistique de la saison |

gras = ses meilleures performances
Statistiques en saison régulière de Pete Maravich
| Saison        | Équipe              | Matchs | Titul. | Min./m | % Tir | % 3pts | % LF | Rbds/m. | Pass/m. | Int/m. | Ctr/m. | Pts/m. |
| ------------- | ------------------- | ------ | ------ | ------ | ----- | ------ | ---- | ------- | ------- | ------ | ------ | ------ |
| 1970-1971     | Atlanta             | 81     | —      | 36,1   | 45,8  | —      | 80,0 | 3,7     | 4,4     | —      | —      | 23,2   |
| 1971-1972     | Atlanta             | 66     | —      | 34,9   | 42,7  | —      | 81,1 | 3,9     | 6,0     | —      | —      | 19,3   |
| 1972-1973     | Atlanta             | 79     | —      | 39,1   | 44,1  | —      | 80,0 | 4,4     | 6,9     | —      | —      | 26,1   |
| 1973-1974     | Atlanta             | 76     | —      | 38,2   | 45,7  | —      | 82,6 | 4,9     | 5,2     | 1,5    | 0,2    | 27,7   |
| 1974-1975     | La Nouvelle-Orléans | 79     | 78     | 36,1   | 41,9  | —      | 81,1 | 5,3     | 6,2     | 1,5    | 0,2    | 21,5   |
| 1975-1976     | La Nouvelle-Orléans | 62     | 59     | 38,3   | 45,9  | —      | 81,1 | 4,8     | 5,4     | 1,4    | 0,4    | 25,9   |
| 1976-1977     | La Nouvelle-Orléans | 73     | 73     | 41,7   | 43,3  | —      | 83,5 | 5,1     | 5,4     | 1,2    | 0,3    | 31,1   |
| 1977-1978     | La Nouvelle-Orléans | 50     | 50     | 40,8   | 44,4  | —      | 87,0 | 3,6     | 6,7     | 2,0    | 0,2    | 27,0   |
| 1978-1979     | La Nouvelle-Orléans | 49     | 49     | 37,2   | 42,1  | —      | 84,1 | 2,5     | 5,0     | 1,2    | 0,4    | 22,6   |
| 1979-1980     | Utah                | 17     | 15     | 30,7   | 41,2  | 63,6   | 82,0 | 2,4     | 3,2     | 0,9    | 0,2    | 17,1   |
| 1979-1980     | Boston              | 26     | 4      | 17,0   | 49,4  | 75,0   | 90,9 | 1,5     | 1,1     | 0,3    | 0,1    | 11,5   |
| Carrière      | Carrière            | 658    | 328    | 37,0   | 44,1  | 66,7   | 82,0 | 4,2     | 5,4     | 1,4    | 0,3    | 24,2   |
| All-Star Game | All-Star Game       | 4      | 4      | 19,8   | 40,9  | —      | 77,8 | 2,0     | 3,8     | 1,0    | 0,0    | 10,8   |

#### Playoffs
Statistiques en playoffs de Pete Maravich
| Saison   | Équipe   | Matchs | Titul. | Min./m | % Tir | % 3pts | % LF | Rbds/m. | Pass/m. | Int/m. | Ctr/m. | Pts/m. |
| -------- | -------- | ------ | ------ | ------ | ----- | ------ | ---- | ------- | ------- | ------ | ------ | ------ |
| 1971     | Atlanta  | 5      | 5      | 39,8   | 37,7  | —      | 69,2 | 5,2     | 4,8     | —      | —      | 22,0   |
| 1972     | Atlanta  | 6      | 6      | 36,5   | 44,6  | —      | 81,7 | 5,3     | 4,7     | —      | —      | 27,7   |
| 1973     | Atlanta  | 6      | 6      | 39,0   | 41,9  | —      | 79,4 | 4,8     | 6,7     | —      | —      | 26,2   |
| 1980     | Boston   | 9      | 0      | 11,6   | 49,0  | 33,3   | 66,7 | 0,9     | 0,7     | 0,3    | 0,0    | 6,0    |
| Carrière | Carrière | 26     | 17     | 29,1   | 42,3  | 33,3   | 78,4 | 3,7     | 3,8     | 0,3    | 0,0    | 18,7   |

## Records sur une rencontre en NBA
Les records personnels de Pete Maravich en NBA sont les suivants :
| Record de la franchise |

| Type de statistique        | Saison régulière | Saison régulière          | Saison régulière | Playoffs | Playoffs              | Playoffs      |
| Type de statistique        | Record           | Adversaire                | Date             | Record   | Adversaire            | Date          |
| -------------------------- | ---------------- | ------------------------- | ---------------- | -------- | --------------------- | ------------- |
| Points                     | 68               | Knicks de New York        | 25 février 1977  | 37       | 3 fois                | 3 fois        |
| Paniers marqués            | 26               | Knicks de New York        | 25 février 1977  | 16       | Celtics de Boston     | 8 avril 1973  |
| Paniers tentés             | 43               | Knicks de New York        | 25 février 1977  | 34       | Celtics de Boston     | 8 avril 1973  |
| Paniers à 3 points réussis | 2                | 2 fois                    | 2 fois           | 1        | 2 fois                | 2 fois        |
| Paniers à 3 points tentés  | 2                | 4 fois                    | 4 fois           | 2        | 76ers de Philadelphie | 23 avril 1980 |
| Lancers francs réussis     | 23               | Knicks de New York        | 26 octobre 1975  | 16       | Celtics de Boston     | 4 avril 1972  |
| Lancers francs tentés      | 26               | Knicks de New York        | 26 octobre 1975  | 20       | Celtics de Boston     | 4 avril 1972  |
| Rebonds offensifs          | 7                | Cavaliers de Cleveland    | 16 mars 1975     | -        | -                     | -             |
| Rebonds défensifs          | 11               | Trail Blazers de Portland | 16 novembre 1976 | -        | -                     | -             |
| Rebonds totaux             | 15               | Trail Blazers de Portland | 16 novembre 1976 | 10       | Knicks de New York    | 27 mars 1971  |
| Passes décisives           | 18               | Pistons de Détroit        | 7 avril 1977     | 11       | Celtics de Boston     | 6 avril 1973  |
| Interceptions              | 6                | 2 fois                    | 2 fois           | 1        | 2 fois                | 2 fois        |
| Contres                    | 2                | 8 fois                    | 8 fois           | 0        | 9 fois                | 9 fois        |
| Balles perdues             | 10               | 3 fois                    | 3 fois           | 2        | 76ers de Philadelphie | 20 avril 1980 |
| Minutes jouées             | 55               | Pacers de l'Indiana       | 27 mars 1977     | 43       | 2 fois                | 2 fois        |

## Adaptation au cinéma
L'adolescence de Pistol Pete Maravich a servi de base à un film : The pistol : the birth of a legend.

## Pour approfondir